# 히로시마현 선거구
히로시마현 선거구(일본어: 広島県選挙区)는 일본의 참의원 선거구이다.

## 선거구 정보
| 지역      | 히로시마현 전역          |
| 의원 정수 | 4명 (개선 정수 2명)      |
| 유권자 수 | 2,314,162명 (2022년 9월) |

## 역대 의원
| 홀수회                       | 홀수회                          | 홀수회        | 짝수회        | 짝수회                         | 짝수회                                 |
| 의원 1                       | 의원 2                          | 선거          | 선거          | 의원 1                         | 의원 2                                 |
| ---------------------------- | ------------------------------- | ------------- | ------------- | ------------------------------ | -------------------------------------- |
| 사사키 시카조 (무소속)       | 야마시타 기신 (무소속)          | 1947년 제1회  | 1947년 제1회  | 야마다 세쓰오 (일본사회당)     | 이와모토 겟슈 (무소속)                 |
| 구스노세 쓰네이 (자유당)     | 야마시타 기신 (무소속)          | 1950년 보궐   | 1950년 제2회  | 야마다 세쓰오 (일본사회당)     | 니타 다케이치 (자유당)                 |
| 야마시타 기신 (사회당 우파)  | 미야자와 기이치 (자유당)        | 1953년 제3회  |               | 야마다 세쓰오 (일본사회당)     | 니타 다케이치 (자유당)                 |
| 야마시타 기신 (사회당 우파)  | 미야자와 기이치 (자유당)        |               | 1956년 제4회  | 나가노 마모루 (자유민주당)     | 야마다 세쓰오 (일본사회당)             |
| 미야자와 기이치 (자유민주당) | 후지타 스스무 (일본사회당)      | 1959년 제5회  |               | 나가노 마모루 (자유민주당)     | 야마다 세쓰오 (일본사회당)             |
| 미야자와 기이치 (자유민주당) | 후지타 스스무 (일본사회당)      |               | 1962년 제6회  | 이와사와 다다야스 (자유민주당) | 마쓰모토 겐이치 (일본사회당)           |
| 후지타 마사아키 (자유민주당) | 후지타 스스무 (일본사회당)      | 1965년 제7회  |               | 이와사와 다다야스 (자유민주당) | 마쓰모토 겐이치 (일본사회당)           |
| 후지타 마사아키 (자유민주당) | 후지타 스스무 (일본사회당)      |               | 1966년 보궐   | 나카쓰이 마코토 (자유민주당)   | 마쓰모토 겐이치 (일본사회당)           |
| 후지타 마사아키 (자유민주당) | 후지타 스스무 (일본사회당)      |               | 1968년 제8회  | 나카쓰이 마코토 (자유민주당)   | 마쓰모토 겐이치 (일본사회당)           |
| 후지타 마사아키 (자유민주당) | 후지타 스스무 (일본사회당)      | 1971년 제9회  |               | 나카쓰이 마코토 (자유민주당)   | 마쓰모토 겐이치 (일본사회당)           |
| 후지타 마사아키 (자유민주당) | 후지타 스스무 (일본사회당)      |               | 1974년 제10회 | 나가노 이즈오 (자유민주당)     | 하마모토 만소 (일본사회당)             |
| 후지타 마사아키 (자유민주당) | 후지타 스스무 (일본사회당)      | 1977년 제11회 |               | 나가노 이즈오 (자유민주당)     | 하마모토 만소 (일본사회당)             |
| 후지타 마사아키 (자유민주당) | 후지타 스스무 (일본사회당)      |               | 1980년 제12회 | 나가노 이즈오 (자유민주당)     | 고니시 히로유키 (민사당)               |
| 후지타 마사아키 (자유민주당) | 후지타 스스무 (일본사회당)      |               | 1981년 보궐   | 미야자와 히로시 (자유민주당)   | 고니시 히로유키 (민사당)               |
| 후지타 마사아키 (자유민주당) | 하마모토 만소 (일본사회당)      | 1983년 제13회 |               | 미야자와 히로시 (자유민주당)   | 고니시 히로유키 (민사당)               |
| 후지타 마사아키 (자유민주당) | 하마모토 만소 (일본사회당)      |               | 1986년 제14회 | 미야자와 히로시 (자유민주당)   | 고니시 히로유키 (민사당)               |
| 하마모토 만소 (일본사회당)   | 후지타 유잔 (자유민주당)        | 1989년 제15회 |               | 미야자와 히로시 (자유민주당)   | 고니시 히로유키 (민사당)               |
| 하마모토 만소 (일본사회당)   | 후지타 유잔 (자유민주당)        |               | 1992년 제16회 | 미야자와 히로시 (자유민주당)   | 구리하라 기미코 (호헌·히로시마의 모임) |
| 하마모토 만소 (일본사회당)   | 미조테 겐세이 (자유민주당)      | 1993년 보궐   |               | 미야자와 히로시 (자유민주당)   | 구리하라 기미코 (호헌·히로시마의 모임) |
| 미조테 겐세이 (자유민주당)   | 스게카와 겐지 (신진당)          | 1995년 제17회 |               | 미야자와 히로시 (자유민주당)   | 구리하라 기미코 (호헌·히로시마의 모임) |
| 미조테 겐세이 (자유민주당)   | 스게카와 겐지 (신진당)          |               | 1998년 제18회 | 가메이 이쿠오 (자유민주당)     | 야나기다 미노루 (무소속)               |
| 가시무라 다케아키 (무소속)   | 미조테 겐세이 (자유민주당)      | 2001년 제19회 |               | 가메이 이쿠오 (자유민주당)     | 야나기다 미노루 (무소속)               |
| 가시무라 다케아키 (무소속)   | 미조테 겐세이 (자유민주당)      |               | 2004년 제20회 | 야나기다 미노루 (민주당)       | 가메이 이쿠오 (자유민주당)             |
| 사토 고지 (민주당)           | 미조테 겐세이 (자유민주당)      | 2007년 제21회 |               | 야나기다 미노루 (민주당)       | 가메이 이쿠오 (자유민주당)             |
| 사토 고지 (민주당)           | 미조테 겐세이 (자유민주당)      |               | 2010년 제22회 | 미야자와 요이치 (자유민주당)   | 야나기다 미노루 (민주당)               |
| 미조테 겐세이 (자유민주당)   | 모리모토 신지 (민주당)          | 2013년 제23회 |               | 미야자와 요이치 (자유민주당)   | 야나기다 미노루 (민주당)               |
| 미조테 겐세이 (자유민주당)   | 모리모토 신지 (민주당)          |               | 2016년 제24회 | 미야자와 요이치 (자유민주당)   | 야나기다 미노루 (민진당)               |
| 모리모토 신지 (무소속)       | 가와이 안리 (자유민주당)        | 2019년 제25회 |               | 미야자와 요이치 (자유민주당)   | 야나기다 미노루 (민진당)               |
| 모리모토 신지 (무소속)       | 미야구치 하루코 (결집 히로시마) | 2021년 재선거 |               | 미야자와 요이치 (자유민주당)   | 야나기다 미노루 (민진당)               |
| 모리모토 신지 (무소속)       | 미야구치 하루코 (결집 히로시마) |               | 2022년 제26회 | 미야자와 요이치 (자유민주당)   | 미카미 에리 (무소속)                   |

## 최근 선거 결과

### 2016년 (제24회)
| 제24회 참의원 의원 통상선거히로시마현 선거구 (정수: 2명)   |                 |               |             |        |      |                 |
| 투표일: 2016년 7월 10일유권자수: 2,363,368명투표율: 49.58% |                 |               |             |        |      |                 |
| 후보                                                       | 후보            | 정당          | 득표        | 득표율 | 당락 | 비고            |
|                                                            | 미야자와 요이치 | 자유민주당    | 568,252표   | 49.76% | 당선 | 공명당 추천     |
|                                                            | 야나기다 미노루 | 민진당        | 264,358표   | 23.15% | 당선 | 사회민주당 추천 |
|                                                            | 하이오카 가나   | 오사카 유신회 | 157,858표   | 13.82% |      |                 |
|                                                            | 다카미 아쓰미   | 일본공산당    | 88,499표    | 7.75%  |      |                 |
|                                                            | 나카마루 히로무 | 일본의 마음   | 28,211표    | 2.47%  |      |                 |
|                                                            | 사에키 도모코   | 행복실현당    | 18,218표    | 1.60%  |      |                 |
|                                                            | 다마다 노리타카 | 무소속        | 16,691표    | 1.46%  |      |                 |
| 합계                                                       | 합계            | 합계          | 1,142,087표 |        |      |                 |

### 2019년 (제25회)
| 제25회 참의원 의원 통상선거히로시마현 선거구 (정수: 2명)   |                 |            |             |        |      |             |
| 투표일: 2019년 7월 21일유권자수: 2,346,879명투표율: 44.67% |                 |            |             |        |      |             |
| 후보                                                       | 후보            | 정당       | 득표        | 득표율 | 당락 | 비고        |
|                                                            | 모리모토 신지   | 무소속     | 329,792표   | 32.31% | 당선 | [ 주 2 ]    |
|                                                            | 가와이 안리     | 자유민주당 | 295,871표   | 28.99% | 당선 | 공명당 추천 |
|                                                            | 미조테 겐세이   | 자유민주당 | 270,183표   | 26.47% |      | 공명당 추천 |
|                                                            | 다카미 아쓰미   | 일본공산당 | 70,886표    | 6.94%  |      |             |
|                                                            | 가요 데루미     | NHK당      | 26,454표    | 2.59%  |      |             |
|                                                            | 다마다 노리타카 | 무소속     | 15,253표    | 1.49%  |      |             |
|                                                            | 이즈미 야스마사 | 노동자당   | 12,327표    | 1.21%  |      |             |
| 합계                                                       | 합계            | 합계       | 1,020,766표 |        |      |             |

### 2021년 (제25회 재선거)
| 제25회 참의원 의원 재선거히로시마현 선거구                 |                   |               |           |        |      |             |
| 투표일: 2021년 4월 25일유권자수: 2,327,323명투표율: 33.61% |                   |               |           |        |      |             |
| 후보                                                       | 후보              | 정당          | 득표      | 득표율 | 당락 | 비고        |
|                                                            | 미야구치 하루코   | 결집 히로시마 | 370,860표 | 48.36% | 당선 | [ 주 3 ]    |
|                                                            | 니시타 히데노리   | 자유민주당    | 336,924표 | 43.93% |      | 공명당 추천 |
|                                                            | 사토 슈이치       | 무소속        | 20,848표  | 2.72%  |      |             |
|                                                            | 야마모토 다카히라 | NHK당         | 16,114표  | 2.10%  |      |             |
|                                                            | 오야마 히로시     | 무소속        | 13,363표  | 1.74%  |      |             |
|                                                            | 다마다 노리타카   | 무소속        | 8,806표   | 1.15%  |      |             |
| 합계                                                       | 합계              | 합계          | 766,915표 |        |      |             |

### 2022년 (제26회)
| 제26회 참의원 의원 통상선거히로시마현 선거구 (정수: 2명)   |                   |            |             |        |      |             |
| 투표일: 2022년 7월 10일유권자수: 2,313,406명투표율: 46.79% |                   |            |             |        |      |             |
| 후보                                                       | 후보              | 정당       | 득표        | 득표율 | 당락 | 비고        |
|                                                            | 미야자와 요이치   | 자유민주당 | 530,375표   | 50.33% | 당선 | 공명당 추천 |
|                                                            | 미카미 에리       | 무소속     | 259,363표   | 24.61% | 당선 | [ 주 4 ]    |
|                                                            | 모리카와 히사시   | 일본유신회 | 114,442표   | 10.86% |      |             |
|                                                            | 나카무라 다카에   | 일본공산당 | 58,461표    | 5.55%  |      |             |
|                                                            | 아사이 지하루     | 참정당     | 52,969표    | 5.03%  |      |             |
|                                                            | 와타나베 도시미쓰 | NHK당      | 11,087표    | 1.05%  |      |             |
|                                                            | 다마다 노리타카   | 무소속     | 7,335표     | 0.70%  |      |             |
|                                                            | 노무라 마사테루   | 행복실현당 | 7,149표     | 0.68%  |      |             |
|                                                            | 우부하라 도시후미 | 무소속     | 6,717표     | 0.64%  |      |             |
|                                                            | 이카이 노리유키   | NHK당      | 5,846표     | 0.55%  |      |             |
| 합계                                                       | 합계              | 합계       | 1,053,744표 |        |      |             |

## 같이 보기
- 히로시마현 제1구
- 히로시마현 제2구
- 히로시마현 제3구
- 히로시마현 제4구
- 히로시마현 제5구
- 히로시마현 제6구
- 히로시마현 제7구